# وايتينسفيل (ماساتشوستس)
وايتينسفيل (بالإنجليزية: Whitinsville, Massachusetts)‏ هي أماكن مخصصة للتعداد تقع في الولايات المتحدة في مقاطعة ووستر (ماساتشوستس). يقدر عدد سكانها بـ 6,704 نسمة وترتفع عن سطح البحر 98 متر.